# EUC Vest
EUC Vest, Esbjerg blev i 2014 lagt sammen med det almene Gymnasium & HHX. I den sammenhæng ændres navnet til Rybners Kursuscenter i Esbjerg. Rybners Kursuscenter er i dag efteruddannelsesområdet under Rybners der repræsentere det alment Gymnasium, HHX, Teknisk Skole, Handelsskolen, Teknisk Gymnasium & Rescue Center Denmark i Esbjerg.